# Ludovic Robeet
Ludovic Robeet (* 22. Mai 1994 in Nivelles) ist ein belgischer Radrennfahrer.

## Sportlicher Werdegang
Mit dem Wechsel in die U23 wurde Robeet Mitglied im UCI Continental Team Color Code, für das er bis 2016 startete. Für das Team gewann er 2015 die Nachwuchswertung des Flèche du Sud.
Zur Saison 2017 erhielt Robeet einen Vertrag beim damaligen Team WB Veranclassic Aqua Protect. Seinen ersten Sieg als Profi erzielte er im Jahr 2019 mit dem Gewinn einer Etappe der Settimana Internazionale Coppi e Bartali. In der Saison 2021 feierte er mit Danilith Nokere Koerse seinen ersten Erfolg in den UCI ProSeries.
Nach sieben Jahren Zugehörigkeit zum Team wechselte Robeet zur Saison 2024 in die UCI WorldTour zum Team Cofidis.

## Familie
Ludovic Robbet ist der Sohn von Patrick Robeet, viermaliger Teilnehmer an einer Grand Tour von 1989 bis 1992, und der Neffe von Michel Dernies.

## Erfolge
2014
- Nachwuchswertung Flèche du Sud

2019
- eine Etappe Settimana Internazionale Coppi e Bartali

2021
- Danilith Nokere Koerse